# Alain Guillo
Pour les articles homonymes, voir Guillo.
Alain Guillo, né en 1942 à Haiphong (Vietnam), est un journaliste et sujet psi français.

## Biographie
Il a été journaliste, imprimeur, directeur de publication, chef de publicité, voyageur, photographe et cinéaste. Il a publié un recueil de photos : Témoins en Afghanistan, a réalisé plusieurs films de télévision — en particulier sur la Résistance afghane et les maquis des Philippines.
Le 23 août 1987, au cours d'un reportage en Afghanistan, en guerre contre l'Union soviétique, il est capturé, puis livré aux services secrets afghans par un traître infiltré dans les rangs de la Résistance. Interrogé durant quatre mois à Sadarat, le centre des services secrets afghano-soviétiques, il est isolé du monde extérieur et soumis à une effroyable pression pour lui faire avouer qu’il est un espion. Quelques jours après son arrestation, il est sujet à des phénomènes paranormaux. Il est libéré le 28 mai 1988, à la suite de la campagne de soutien nationale dont il a fait l'objet et grâce à l'intervention du président de la République François Mitterrand.
Dans sa solitude, des « voix » sont venues à sa rencontre, qui l'ont, peu à peu, mis sur le chemin d'un enseignement lumineux. Cette transcommunication, qui relève de la psychographie, durera jusqu'en 1990. Les deux livres qu'il a publiés pour rendre compte de son expérience, est l’histoire d'une véritable initiation mentale, menée en parallèle avec la lutte contre le système totalitaire alors en place à Kaboul. On y découvre notamment ce qu'il a entendu concernant l'origine et l'avenir de l'âme ainsi que l'avis de ses voix d'outre-tombe sur la réincarnation et la place de Dieu dans l'univers.

## Publications
- Un grain dans la machine. Un journaliste dans les geôles afghanes, réimp. 2001, JMG Éditions, coll. Mutation ; 1re éd. Robert Laffont, 1989, sous-titré Une évasion spirituelle des prisons de Kaboul  (ISBN 978-2-912507-55-6)
- A l'adresse de ceux qui cherchent, préf. François Brune, 2003, JMG Éditions, coll. Mutation ; 1re éd. Pocket, 1995  (ISBN 978-2-912507-92-1)
- Avec Olivia Paroldi, La Lumière dorée suivi par Le Cadeau de papa, 2009, Pour penser à l'endroit, coll. Récits pour penser à l'endroit  (ISBN 978-2-915125-51-1)